# Wieuwerd

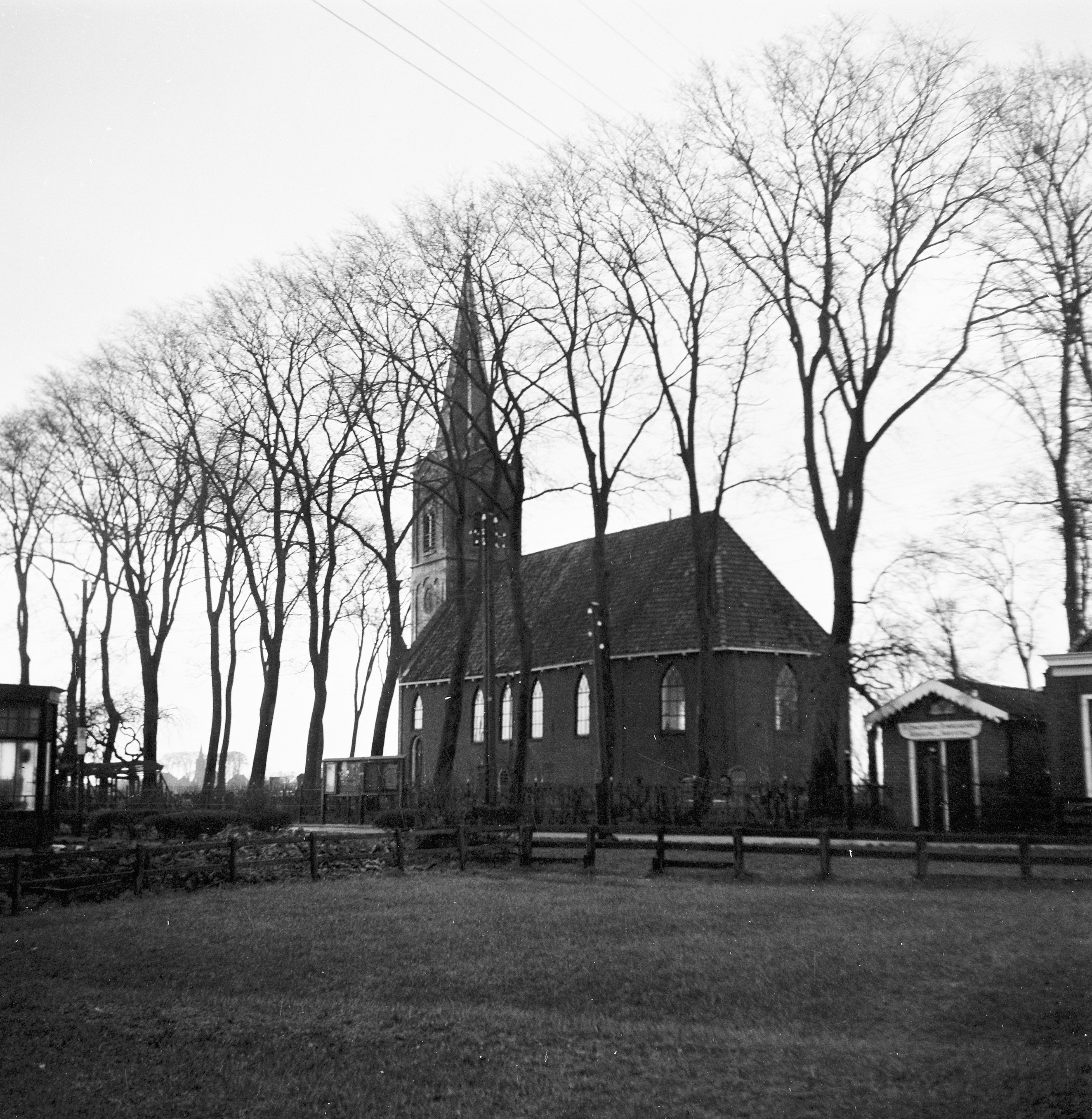
Nikolaaskirche in Wieuwerd 1946

Wieuwerd (westfriesisch Wiuwert) ist ein Dorf mit etwa 285 Bewohnern in der niederländischen Gemeinde Súdwest-Fryslân in der Provinz Friesland. Es gehörte bis 2018 zu Littenseradiel und liegt im Norden von Sneek und im Südwesten der Stadt Leeuwarden.

## Geschichte
Das Dorf wurde im 13. Jahrhundert als Wiwerth, 1335 als Wyewart, 1370 als Wywerth, 1503 als to wyuwerd und 1664 als Wieuwerdt genannt. Im Norden liegt das Schloss Waltastate aus dem 17. Jahrhundert.

### Labadisten
Als der Pietist Jean de Labadie 1674 gestorben war, gingen seine Anhänger unter dem Prediger Pierre Yvon nach Wieuwerd in das Schloss Walt(h)a, das drei Schwestern und Mitgliedern van Aerssen van Sommelsdijck gehörte, bzw. ihrem Bruder Cornelis (1637–1688), Gouverneur von Surinam. Dort betrieben die Labadisten eine Druckerei, Landwirtschaft und eine Mühle. Zu ihnen gehörte führend Anna Maria von Schürmann, eine europaweit bekannte Gelehrte, die hier 1678 im Glauben starb, einer künftigen Weltgemeinde anzugehören. Hendrik van Deventer, der über chemische und medizinische Kenntnisse verfügte, richtete ein Labor ein und behandelte viele Patienten, darunter den König Christian V. von Dänemark. Weitere Besucher waren Sophie von Hannover, der Quäker William Penn, und der Philosoph John Locke. Zwischen 1685 und 1691 hielt sich die Naturforscherin Maria Sibylla Merian in der Kommunität mit ihren Töchtern auf: Johanna Helena und Dorothea Maria. Auf dem Höchststand wohnten hier mehrere hundert Menschen und viele Gäste kamen noch hinzu. Es herrschte eine strenge Disziplin, Gruppentrennung und Gütergemeinschaft (nur bis 1692) nach dem Vorbild der Urgemeinde. 1695 heiratete Yvon die Schlosseigentümerin Lucia, eine der drei Schwestern und Witwe Labadies, 1707 starben beide. Um 1730 löste sich die Kommunität auf. Von Schloss Walt(h)a ist nichts erhalten.

### Mumien in der Krypta

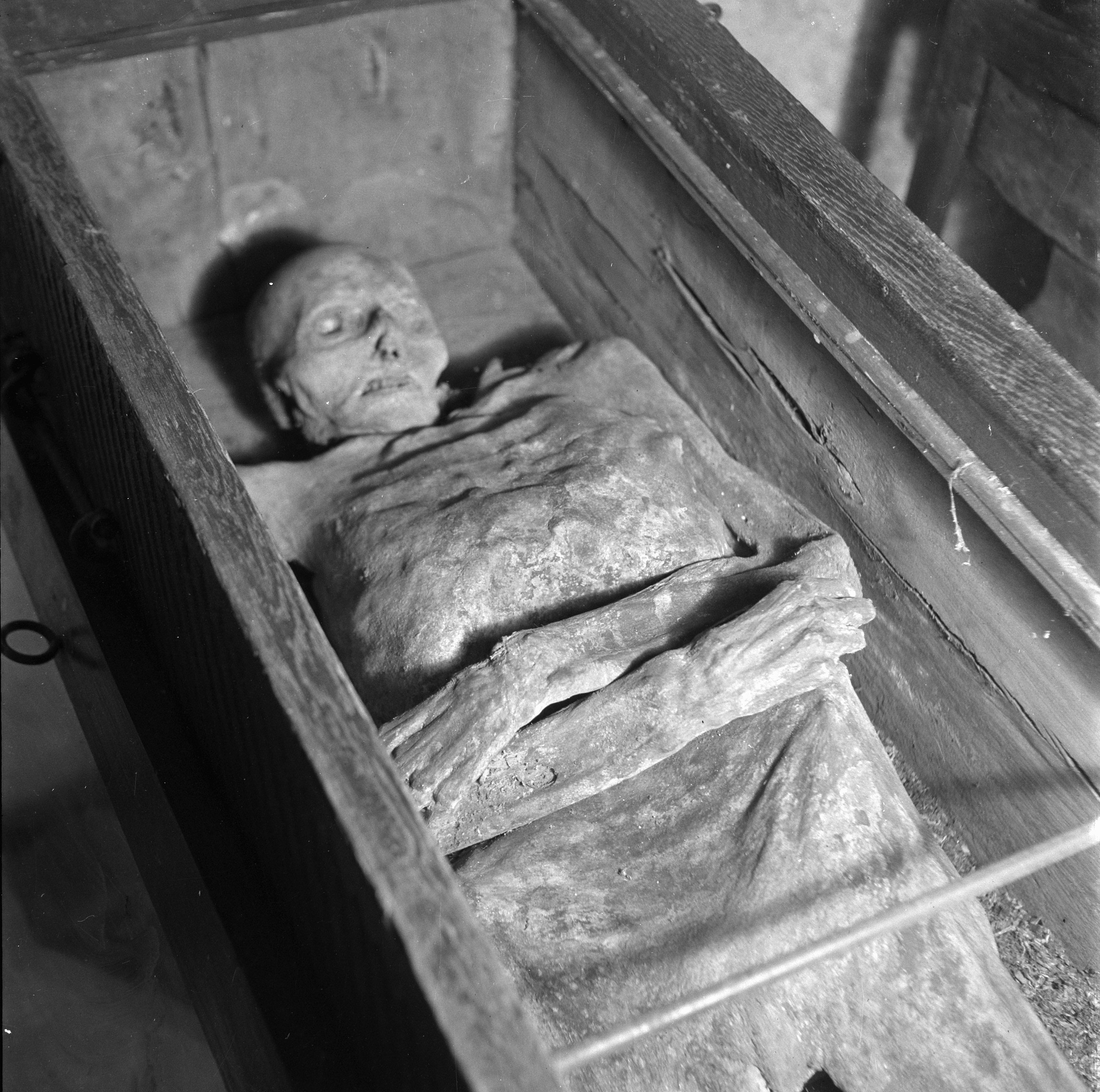
Eine der Mumien, Fotografie von 1946

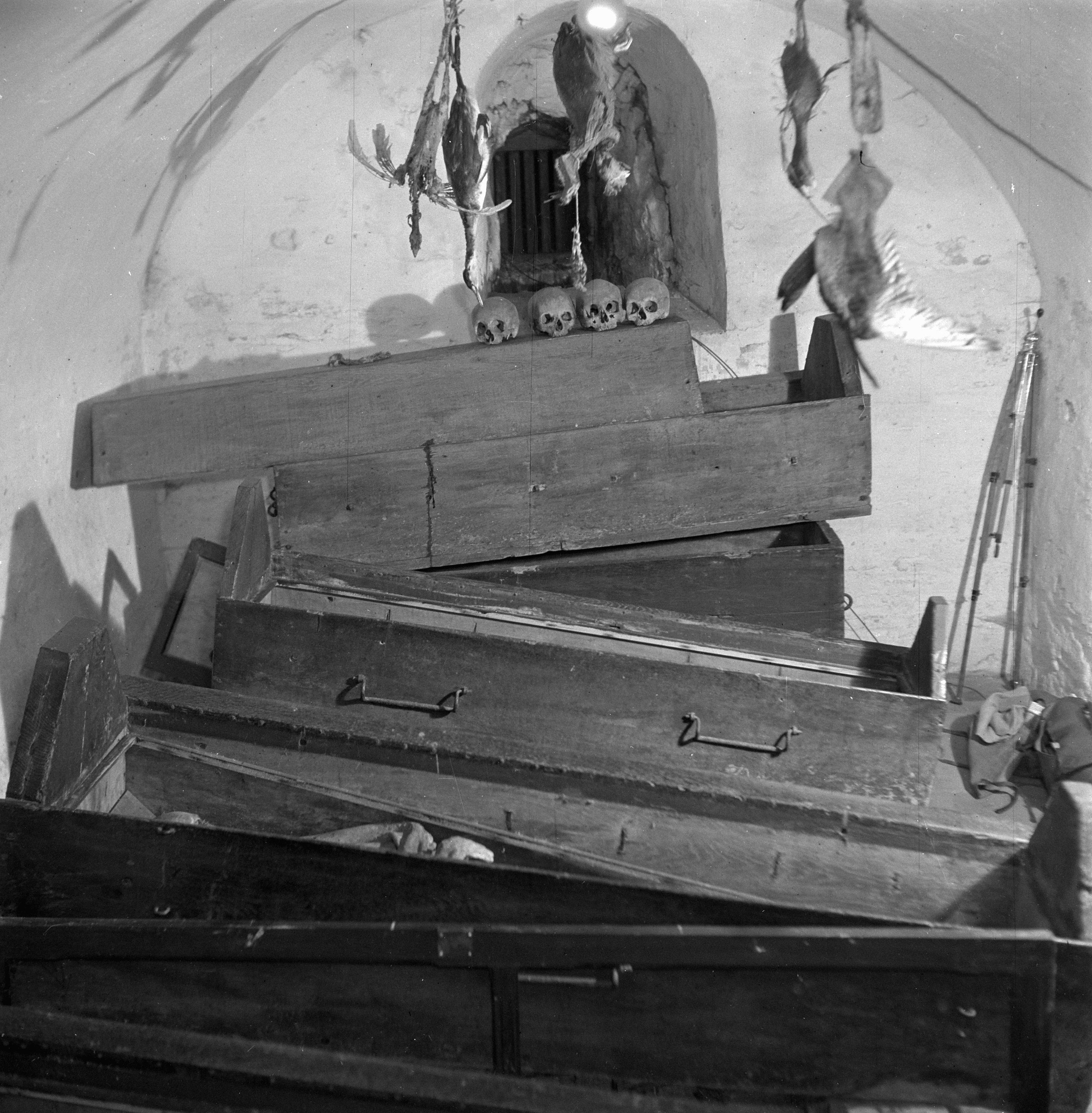
Die aufgehängten Vögel über den geöffneten Särgen, Fotografie von 1946

In der Gruft (auch Krypta) der Nikolaas-Kirche von Wiuwert liegen mehrere unverweste, mumifizierte Körper, die dort im 16. Jahrhundert beigesetzt wurden. Als 1765 die Kirchengruft bei Renovierungsarbeiten geöffnet wurde, fand man statt Skeletten nahezu vollständig erhaltene Mumien.
Bereits um 1800 wurde von Wissenschaftlern festgestellt, dass die Leichen nicht behandelt worden waren. Die Körper sind nicht verwest, sondern ausgetrocknet, ein Körper wiegt noch etwa 4 kg. Es handelt sich also um natürliche Mumien. Als Folge der verschiedenen Untersuchungen wurden die meisten Leichen beschädigt oder zerstört. Heute sind nur noch vier der ursprünglich elf Mumien erhalten geblieben.
Es ist nicht genau erforscht, weshalb die beigesetzten Leichname nicht verwesten. In der Gruft gibt es auf beiden Seiten kleine Fenster durch welche Luft frei zirkulieren kann. Der konstante Luftzug trocknet anscheinend die Leichen mit der Zeit aus. Die Temperatur im Raum ist eher niedrig, die Luftfeuchtigkeit trotzdem eher hoch. Die Mumien an der Nordseite sind in einem besseren Zustand, dort ist es feuchter.
Folgende Personen liegen in den mit Glasscheiben abgedeckten Särgen:
- ein Goldschmied
- eine unbekannte Frau
- ein Mann mit einer Kieferentzündung
- ein Mädchen mit Tuberkulose

Um zu überprüfen, ob die Mumifizierung immer noch funktioniert, hat man 1930 drei tote Vögel aufgehängt, welche noch immer an der Decke hängen.
Ähnliche Mumien sind in der Gruft der Michaelerkirche (Wien-Innere Stadt) oder in der Kapuzinergruft von Palermo zu finden.

### Hortfund

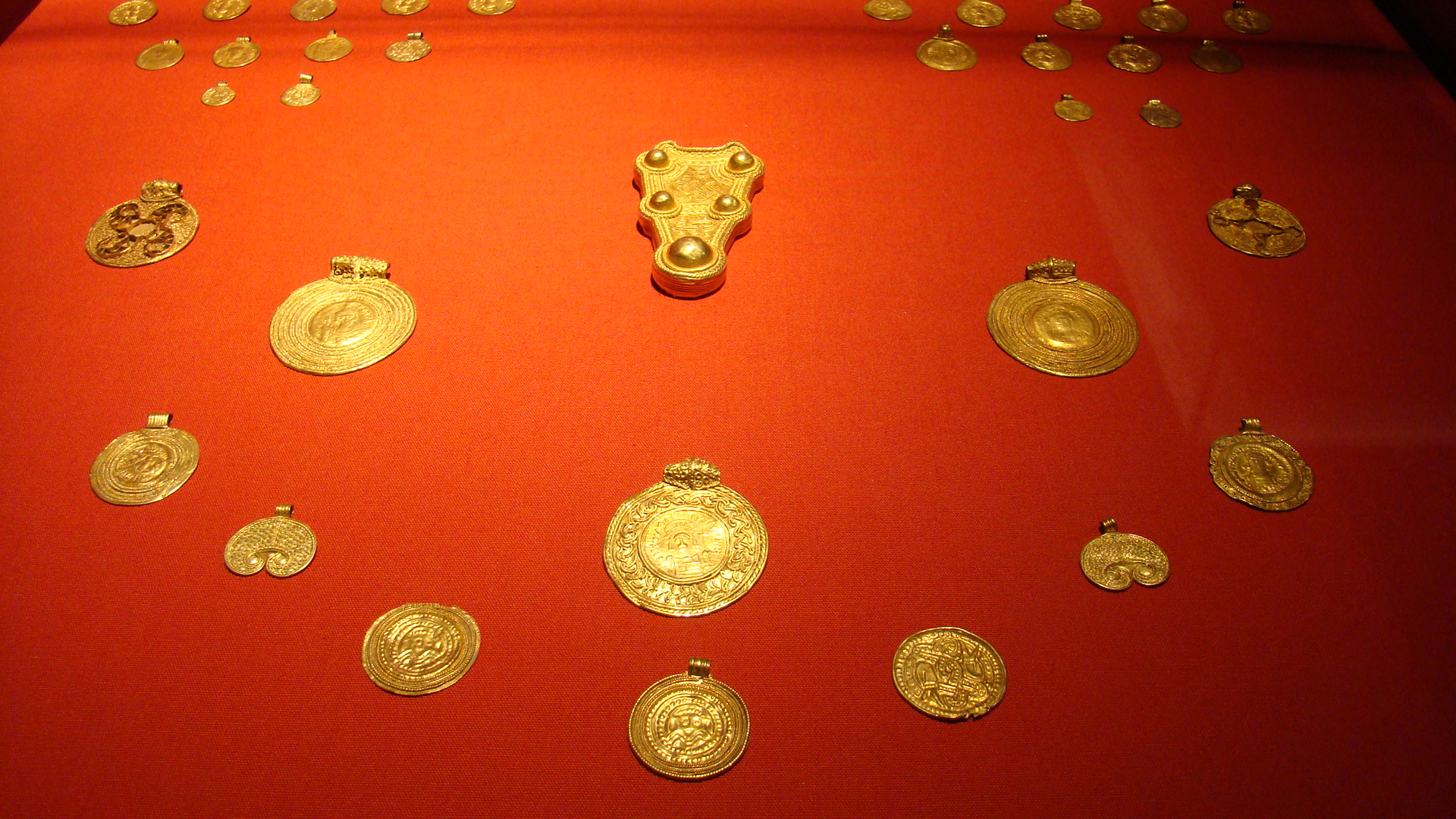
Goldfund von Wieuwerd

1866 wurde bei Torfarbeiten ein Goldschatz gefunden, zu dem Münzen aus dem 6. und 7. Jahrhundert aus Byzanz und Franken gehören. Daneben wurden Schmuckstücke wie eine Fibel und Ohrringe gefunden. Der Schatz ist heute im Rijksmuseum van Oudheden zu sehen.

## Einzelbelege
1. ↑  Kerncijfers wijken en buurten 2024. In: StatLine. CBS, 14. Oktober 2024, abgerufen am 17. Oktober 2024.
2. ↑  P. Duijff: Karel F. Gildemacher, Alle steden, dorpen en gehuchten. Gerald van Berkel, Friese plaatsnamen verklaard. Reeks Nederlandse plaatsnamen deel 11. In: Us Wurk. Band 69, Nr. 3–4, 30. Dezember 2020, ISSN 2772-8021, S. 179–188, doi:10.21827/5e95aad46fda5.
3. ↑  DE RIJKE ADELLIJKE FAMILIE VAN WALTA – Mummiekelder |het geheim van wiuwert | Friesland | Nederland | Europa. Abgerufen am 20. März 2022 (niederländisch).
4. ↑  van der Weiden, R M; Hoogsteder, W J: A new light upon Hendrik van Deventer (1651-1724): identification and recovery of a portrait. In: J R Soc Med. Band 90, Nr. 10, Oktober 1997, S. 567–69.
5. ↑  Wayne Glausser: Locke and Blake : a conversation across the eighteenth century. University Press of Florida, Gainesville 1998, ISBN 0-8130-1570-7, S. 23 f.
6. ↑  Merian, Maria Sibylla | Frankfurter Personenlexikon. Abgerufen am 4. April 2022.
7. ↑  Viola Gburek: Zuflucht in Friesland. In: merianin.de. Abgerufen am 11. Juli 2022 (deutsch).
8. ↑  Mummiekelder |het geheim van wiuwert | Friesland | Nederland | Europa. Abgerufen am 20. März 2022 (niederländisch).
9. ↑  Alamy Limited: Das niederländische Mittelalter, Goldschatz von Wieuwerd, Gold, verschiedene, vmeb c., 640 n. Chr., Niederlande, Friesland, Littenseradiel, Wieuwerd, terp Bessens Stockfotografie - Alamy. Abgerufen am 4. April 2022.
10. ↑  Peter Berghaus: Anglo-friesische Runensolidi im Lichte des Neufundes von Schweindorf (Ostfriesland). Springer-Verlag, 2013, ISBN 978-3-663-02306-7 (eingeschränkte Vorschau in der Google-Buchsuche).